# Industria e letteratura
Tra industria e letteratura italiana nacque un nuovo rapporto tra gli anni cinquanta e sessanta del Novecento, durante il cosiddetto boom economico italiano. La nuova rivoluzione industriale, con tutte le problematiche che essa implicava in termini di vita sociale e personale (rapporto uomo-macchina), non poteva che influire anche sulla vita culturale e sulla produzione letteraria. Ne derivò una crisi che, da un lato colpiva il ruolo sociale dell'intellettuale (impegnato, come allora si diceva), dall'altro veniva a intrecciarsi con la situazione del sud, arretrata e ricca di delicati risvolti umani. Risultavano così alterati e complicati, tra l'altro, anche i termini della secolare questione meridionale. Fiorì dunque in quegli anni un filone letterario chiaramente riconducibile alla complessa realtà industriale italiana.

## Letteratura "industriale"
Il motivo della fabbrica stimolò numerosi scrittori italiani, anche di spicco nel panorama letterario del Novecento, ma solo per alcuni di essi quel motivo fu dominante nella loro produzione e sfociò in una vera ricerca interpretativa e di linguaggio.
Elio Vittorini, fondatore con Italo Calvino del Menabò di letteratura, fu uno dei primi a cogliere la complessità del rapporto tra industria e letteratura. Nella rappresentazione narrativa la fabbrica fu vista all'inizio come un mondo alienante che generava operai-automi in preda alla nevrosi. Fu lo stesso Vittorini ad auspicare la nascita di un nuovo linguaggio che fosse in grado di rappresentare la società industriale e il mondo della fabbrica in modo adeguato, partecipe e solidale.
Non pochi intellettuali furono chiamati a collaborare nell'azienda di macchine per scrivere presieduta da Adriano Olivetti. Questo imprenditore sostenne con passione una nuova idea di fabbrica moderna, sensibile ai bisogni dell'uomo e aperta a un concreto impegno sociale e culturale. Ottiero Ottieri e Paolo Volponi, con la loro scrittura sospesa tra narrativa e saggistica, tra documento asettico e coinvolgimento umano, furono tra i principali interpreti di quelle nuove istanze letterarie.

## L'esperienza di Ottieri
Ottiero Ottieri si occupò del personale della Olivetti dal 1952 al 1965. Il suo primo contributo alla letteratura industriale fu il romanzo Tempi stretti (1957), nel quale diede veste narrativa alla trasformazione della realtà industriale a Milano. Fu poi trasferito a Pozzuoli presso il nuovo stabilimento dell'azienda, «una delle più belle fabbriche d'Europa», come l'autore annotò nella Premessa al nuovo libro che già stava scrivendo. Qui Ottieri si lasciò coinvolgere - dapprima suo malgrado, poi sempre più consapevolmente - da una realtà socio-economica e soprattutto umana, che mise in crisi le sue precedenti convinzioni. Scrisse allora la sua opera più nota e significativa: Donnarumma all'assalto (1959). È un sofferto diario scritto da chi ha l'incarico di selezionare i pochi operai che entreranno in quella fabbrica. Matura così la consapevolezza che la condizione operaia nel nostro Mezzogiorno è quanto mai complessa e difficile da rappresentare con i canoni della letteratura industriale. Perciò la conclusione del libro è apertamente nostalgica e commossa.

## Memorialedi Volponi
Su un altro versante dello stesso filone letterario si colloca Paolo Volponi, il quale «ha saputo obiettivare la condizione tipica dell'uomo nell'età industriale». Fu assunto anche lui dalla Olivetti come direttore dei servizi sociali nel 1956. Nel 1962 pubblicherà il Memoriale incentrato sulla contrapposizione operai-imprenditori negli anni sessanta. Il protagonista dell'opera è Albino Saluggia, contadino assunto in una grande fabbrica di Ivrea. Il personaggio paranoico riesce a cogliere l'essenza della realtà della fabbrica che dietro una facciata razionale e democratica sembra nascondere un sistema di produzione alienante che trasforma gli operai in appendici della macchina. Questo romanzo è stato definito «una delle opere narrative più significative di questi anni: attraverso la descrizione della nevrosi di un operaio (...) ha saputo obiettivare la condizione tipica dell'uomo nell'età industriale».